# アバカ
アバカ（Abaqa/阿八哈、اباقا خان Ābāqā khān、1234年2月27日 - 1282年4月1日）は、イルハン朝の第2代イル・カン（1265年 - 1282年）。父は初代イル・カンのフレグ・ハン、母はフレグの第5位の妃でスルドゥス部族出身のイェスンジン・ハトゥン。

## 生涯

### 即位以前
1253年に父フレグが西方遠征軍司令に任じられると、アバカは弟ヨシムトらとともにこの西方遠征に従軍した。1263年暮れにジョチ・ウルスのベルケとの不和から戦争になり、ノガイがカフカス方面から侵攻してきたが、フレグ西征軍はからくもこれを撃退。アバカは一旦この後詰めとしてアーザルバーイジャーン地方に派遣され再度侵攻して来たノガイの諸軍を撃退した。その前後にフレグは西征軍が実効支配していた諸地方を諸子に統括するよう命じ、アバカはアムダリヤ川河畔に至るにイラク、ホラーサーン、マーザーンダラーンの諸国を委ねられた。

### ジョチ・ウルス及びバラクとの戦い
1265年2月に父フレグが没した時、彼はこのためホラーサーン地方にいたが、ただちにヨシムトが管轄していたタブリーズに上り、フレグの葬儀を済ませると、同年4月にクリルタイを開催し、6月15日に西征軍の王族・諸将に推戴されるかたちでフレグの王位と西征軍全軍を継承し即位した。イラン全土の諸地域をヨシムトやトブシンなどの兄弟たちに委ね、アーザルバーイジャーンやファールス、ケルマーンなどの諸地域は引き続きクルト朝やアルトゥク朝などのアタベク政権、カラヒタイ朝などの諸勢力の安堵を約束し、財務官庁をワズィールのシャムスッディーン・ジュワイニーに、さらにバグダードの経営についてはワズィールの弟で、イラク地方へ派遣されたスンジャク・ノヤンの補佐官となった歴史家アターマリク・ジュワイニーに任せるなどして、諸地方の統治の整備をまず取掛かった。
翌7月初旬にはノガイの再三に渡る侵攻に対しヨシムトの派遣を行い、これを撃退に成功。今度はベルケ自身が親征するところとなりクラ川渡河のためにグルジアのティフリス近郊まで大軍を率いて迫ったが、この地でベルケが急死し、ジョチ・ウルス軍は撤退。北方の脅威は一端は納まった。
しかし1269年、東方のチャガタイ・ウルスの当主位をムバーラク・シャーから奪ったバラクが、オゴデイ・ウルスのカイドゥやジョチ・ウルスのモンケ・テムルと協定を結び、そのままアムダリヤ川を渡って親征し、ヘラート近郊まで攻め入った。アバカは自ら諸軍を率いて、1270年7月21日にヘラート南部のカラ・スゥ平原の戦いでこれを迎撃・撃破し、大勝をおさめた。この戦いに前後してカイドゥと協定を結んで休戦している。

### クビライ・カアンからの承認
このカラ・スゥ平原の戦いが終わりアーザルバーイジャーン地方へ帰還した同年11月6日に、マラーゲ南部のチャガトゥ地域での宿営中にクビライからフレグの位を継ぎイラン地域の支配権を委ねてハンとなるようにとの旨を伝える使者が訪れ、勅令（ヤルリク）と王冠などがもたらされた。こうして同年11月26日、モンゴル皇帝クビライの承認の許に改めてイルハン朝のハンとして同地で第二の即位を行った。同じ時期にジョチ・ウルスのモンケ・テムルからもバラクとの勝利を祝してハヤブサや鷹などの贈物を携えた使者を接見しており、ジョチ・ウルスとの友好を一先ず回復させることが出来た。こうしてクビライおよびモンケ・テムルとの友好を保ちつつも、カイドゥとも和平を結び東北国境の安定にも一応の成功をおさめた。
しかし、この年の暮から翌年にかけて弟ヨシムト、トブシン・オグルに加え、生母イェスンジン・ハトゥンが没している。母のオルドはこの後自らの第4位の妃で、ケルマーンのカラヒタイ朝の第3代君主スルターン・クトブッディーン・ムハンマドの娘パードシャー・ハトゥンに委ねている。
1273年の夏に、アバカはチャガタイ家やオゴデイ家から侵攻を危惧してブハラの住民をホラーサーン地方へ移住させるよう命じたが、ブハラに駐留していた部隊がこれを違えて掠奪と殺戮を行う事件が起きた。アバカはこれを指揮した部隊長を処罰したが、カイドゥ陣営へ逃亡したマスウード・ベクのマドラサなども軒並み掠奪に晒されるなどブハラの市街地とその周辺は破壊が凄まじく、復興に至るまでこの地域は7年ものあいだ無人状態に陥ったと伝えられる。1273年7月6日にはイラン・ホラーサーン総督として辣腕を振るったアルグン・アカが、翌1274年6月24日には大学者ナスィールッディーン・トゥースィーが歿した。

### マムル−ク朝のバイバルス・カラーウーンとの戦い
1275年頃からはエジプトのマムルーク朝のバイバルスらにシリア境域を何度か侵攻を受けはじめるようになった。1277年にバイバルスが死去して継承争いが始まるといったんは収束したが、内紛が鎮まってカラーウーンが登場すると、彼による侵攻を受けるようになる。1281年にはカラーウーンとシリア領有をめぐって戦ったが敗れた（第二次ホムスの戦い）。

### 晩年
1282年4月1日、モースル近郊で没し、フレグの墓所であるウルーミーエ湖東岸のシャーフーの大禁地に埋葬された。死因はアルコール中毒だといわれる。もともと酒豪だったが、前年の敗戦でさらに酒の量が増したのではないかといわれている。
父と婚約の予定であった東ローマ帝国皇帝ミカエル8世パレオロゴスの皇女・マリアと結婚した。また、自身もネストリウス派のキリスト教徒で、キリスト教に対して親しみがあったため、ビザンツ帝国と結んでマムルーク朝などのイスラム教勢力と対立した。また、イングランド国王エドワード1世とも交渉を持った。

## 宗室
『集史』「アバカ・ハン紀」によると、アバカの息子はアルグンとガイハトゥの2人で、娘は7人がいたと伝えている。

### 父母
- 父　フレグ・ハン
- 母　イェスンジン・ハトゥン[2] - スルドス部族出身

### 后妃

#### 正妃（ハトゥン）
- オルジェイ・ハトゥン[3] - フレグ妃。引き続きアバカが娶りオルドを引継ぐ。
- ドルジ・ハトゥン[4] - 大ハトゥン。
  - ノクダン・ハトゥン[5] - 次男ガイハトゥの母。スルドス部族出身。ドルジ・ハトゥンの没後にその後任としてオルドを引継ぐ。
  - イルトゥズミシュ・ハトゥン[6] - ノクダン・ハトゥンの没後にその後任としてオルドを受継ぐ。
- パードシャー・ハトゥン[7] - アバカの生母イェスンジン・ハトゥンのオルドの後任となる。後にガイハトゥの妃となる。
- ブルガン・ハトゥン[8] - 三女マリカの母。大ブルガン・ハトゥンとも。アバカに最も寵愛されたという。後にアルグンの妃となる。
  - ミリタイ・ハトゥン[9] - 七女ノチンの母
  - デスピナ・ハトゥン[10] - 東ローマ皇帝ミカエル8世パレオロゴスの皇女（庶子）。
- トクタイ・ハトゥン[11] - フレグの側室。フレグの大ハトゥンであったドクズ・ハトゥンの地位を継ぐ。

#### 側室（クマ）
- カイミシュ・エゲチ[12] - 長男アルグンの母
- キョクテイ[13] - 四女トガンチュクの母
- ブルガチン・エゲチ
- ボウルジン・エゲチ[14] - 五女イル＝クトルグ、六女オルジェイタイの母
- シーリーン・エゲチ[15]
- アルタイ・エゲチ
- トデイ（トダイ）・ハトゥン[16] - 長女ユル＝クトルグ、ノカイ（不詳）の母。コンギラト部族出身。後にテグデルとアルグンの妃となる。

※その他氏名不明の側室多数

### 子女

#### 男子
- 長男　アルグン - 母カイミシュ・エゲチ
- 次男　ガイハトゥ - 母ノクダン・ハトゥン

#### 女子
- 長女　ユル＝クトルグ[17] - 母トダイ・ハトゥン。アルグン幕下の有力部将でバイドゥ・ハン選出にも列席することになるイルチダイ・クシュチに降嫁。
- 次女　タガイ（トガイ）[18] - アバカ、アルグン、ガイハトゥに代々仕えたチャガン・タタル部族のドラダイ・イデチに降嫁。
- 三女　マリカ[19] - 母ブルガン・ハトゥン。母方の従兄弟トガン・ブカ[20]に降嫁。
- 四女　トガンチェク[21] - 母キョクテイ。アミール・ノウルーズ[22]に降嫁。
- 五女　イル＝クトルグ[23] - 母ボウルジン・エゲチ。フーシン部族のアラブタイ・キュレゲンに降嫁。
- 六女　オルジェイタイ[24] - 母ボウルジン・エゲチ
- 七女　ノチン[25] - 母ミリタイ・ハトゥン。
- 不詳　ノカイ - トダイ・ハトゥンの娘でユル＝クトルグの同母姉妹。